# Gustavo Melella
Gustavo Adrián Melella (San Justo, 2 de diciembre de 1970) es un profesor y político argentino. Desde el 17 de diciembre de 2019 es el gobernador de la provincia de Tierra del Fuego, Antártida e Islas del Atlántico Sur. Es la primera persona abiertamente homosexual en ser elegida gobernador de una provincia en la historia argentina. Es miembro y líder del Partido de la Concertación FORJA.

## Biografía
Melella nació en la ciudad de San Justo, partido de La Matanza, municipio ubicado en el área metropolitana de Buenos Aires. Su padre fue albañil y su madre una modista. Estudió en un colegio salesiano, el Instituto Salesiano de Almagro, y se recibió de profesor en Filosofía y Ciencias de la Educación. A los 26 años viajó a Tierra del Fuego para ser parte de la congregación de Río Grande en la Escuela Agrotécnica Salesiana. Hasta 2002 fue el rector de la misma institución.
Ese mismo año ingresa a trabajar en la municipalidad de Río Grande, primero en el área social y luego en la Dirección de Juventud. Fue director de Desarrollo Local (2004-2005), secretario de la Producción (2005-2011), coordinador de la Mesa Territorial Para la Promoción del Empleo y la Producción de la Patagonia Sur – Sur; responsable de la coordinación del Programa de Integración Binacional Patagonia Sur – Sur en Producción y Turismo, y vicepresidente primero de la Agencia de Desarrollo Económico de Río Grande (ADERG). En 2011 fue elegido intendente de la ciudad de Río Grande, cargo por lo que fue reelegido en 2015, con el 53 % de los votos.

### Vida personal
El 18 de junio de 2019 reveló su homosexualidad en una entrevista radial, y que está en pareja hace 16 años.

## Gestión
El 16 de junio de 2019 fue elegido gobernador de la provincia de Tierra del Fuego, Antártida e Islas del Atlántico Sur. Miembro del Partido de la Concertación FORJA, un partido de origen radical, se presentó en dichas elecciones por el frente Concertación Fueguina, que incluye al Movimiento Popular Fueguino (MOPOF), el Espacio de Concertación Social (ECoS) y otras fuerzas de carácter provincial de centroizquierda.
El 14 de mayo de 2023 fue reelecto al frente del Gobierno de Tierra del Fuego con el 51.26% de los votos.

### Gabinete
| Jefatura de Gabinete y Ministerios del Gobierno de Gustavo Melella                   | Jefatura de Gabinete y Ministerios del Gobierno de Gustavo Melella | Jefatura de Gabinete y Ministerios del Gobierno de Gustavo Melella |
| Cartera                                                                              | Titular                                                            | Período                                                            |
| ------------------------------------------------------------------------------------ | ------------------------------------------------------------------ | ------------------------------------------------------------------ |
| Jefatura de Gabinete de Ministros                                                    | Agustín Tita                                                       | 17 de diciembre de 2019                                            |
| Ministerio de Gobierno, Justicia y Derechos Humanos                                  | Adriana Chapperón                                                  | 17 de diciembre de 2019                                            |
| Ministerio de Finanzas Públicas                                                      | Guillermo Fernández                                                | 17 de diciembre de 2019                                            |
| Ministerio de Obras y Servicios Públicos                                             | Gabriela Castillo                                                  | 17 de diciembre de 2019                                            |
| Ministerio de Producción y Ambiente                                                  | Sonia Castiglione                                                  | 17 de diciembre de 2019                                            |
| Ministerio de Salud                                                                  | Judith Di Giglio                                                   | 17 de diciembre de 2019                                            |
| Ministerio de Desarrollo Humano                                                      | Verónica González                                                  | 17 de diciembre de 2019                                            |
| Ministerio de Educación, Cultura, Ciencia y Tecnología                               | Analía Cubino                                                      | 17 de diciembre de 2019                                            |
| Ministro de Trabajo y Empleo                                                         | Marcelo Romero                                                     | 17 de diciembre de 2019                                            |
| Secretarías del Gobierno de Gustavo Melella                                          |                                                                    |                                                                    |
| Secretaría General, Legal y Técnica                                                  | José Guillermo Capdevilla                                          | 17 de diciembre de 2019                                            |
| Secretaría de Malvinas, Antártida, Islas del Atlántico Sur y Asuntos Internacionales | Andrés Dachary                                                     | 17 de diciembre de 2019                                            |
| Secretaría de Economía Popular                                                       | Cecilia Rojo                                                       | 17 de diciembre de 2019                                            |

En su segunda gestión debió afrontar una baja de las transferencias del gobierno nacional a la provincia, en 2025 remarcó el impacto de la reducción de ingresos por coparticipación, que disminuyeron en casi 50 mil millones de pesos, lo que equivale a la construcción de 12 escuelas, cuatro hospitales o 430 viviendas. «No son solo 50 mil millones de pesos, son menos salud, menos bienestar, menos educación para los fueguinos y fueguinas».

## Controversias

### Imputación y sobreseimiento
Fue acusado por presunto acoso siendo sobreseído
Al respecto afirmó que fue fruto de un intento de boicot contra su candidatura a gobernador».